# 27ª Divisione fucilieri motorizzata delle guardie "Omsk-Novyj Bug"
La 27ª Divisione fucilieri motorizzata delle guardie "Omsk-Novyj Bug" (in russo 27-я гвардейская мотострелковая Омско-Новобугская дивизия?, 27-ja gvardejskaja motostrelkovaja Omsko-Novobugskaja divizija, unità militare 12128) è un'unità di fanteria meccanizzata delle Forze terrestri russe, subordinata alla 2ª Armata combinata delle guardie del Distretto militare centrale e con base a Tockoe nell'oblast' di Orenburg.
Durante la riforma delle Forze armate russe del 2009 è stata ridimensionata nella 21ª Brigata fucilieri motorizzata delle guardie, prendendo parte in questa veste all'invasione russa dell'Ucraina del 2022, fino a quando nel 2024 è stata nuovamente elevata al rango di divisione.

## Storia

### Unione Sovietica
La divisione venne inizialmente costituita come 75ª Brigata fucilieri di marina, reclutata alla fine del 1941 in seguito allo scoppio dell'Operazione Barbarossa. Entrò in combattimento per la prima volta contro le truppe tedesche il 5 febbraio 1942 nell'area di Demjansk. Per il coraggio dimostrato in battaglia venne promossa a unità delle guardie il 17 marzo, venendo ribattezzata 3ª Brigata fucilieri delle guardie. Due mesi più tardi l'unità venne espansa, diventando la 27ª Divisione fucilieri delle guardie. Inquadrata prima nella 4ª Armata corazzata e in seguito nella 65ª Armata, partecipò alla battaglia di Stalingrado. Il 10 febbraio 1943 fu trasferita alla 62ª Armata (dal 16 aprile 8ª Armata delle guardie), con la quale prese parte all'offensiva del Donbass e liberò Barvinkove il 10 settembre. In seguito combatté in direzione di Zaporižžja, riconquistando la città il 14 ottobre. Dopo aver oltrepassato il Dnepr, nel 1944 condusse con successo un'operazione di sfondamento contro la linea fortificata tedesca lungo il fiume Inhulec', liberando Novyj Bug. Per questa azione venne ufficialmente intitolata alla città e insignita dell'Ordine della Bandiera Rossa il 19 marzo 1944. Successivamente la divisione fu impiegata durante l'offensiva di Odessa, distinguendosi in battaglia e ottenendo l'Ordine di Bogdan Chmel'nyc'kyj il 20 aprile 1944. All'inizio di giugno venne ritirata dalla prima linea e trasferita al 1º Fronte bielorusso, con il quale partecipò all'offensiva Lublino-Brest e oltrepassò la Vistola. Nel 1945 prese parte all'operazione Vistola-Oder, conquistando la città di Poznań e combattendo per espandere la testa di ponte oltre l'Oder presso Küstrin. Infine partecipò alla battaglia di Berlino, dove terminò la guerra.
Rimasta di stanza in Germania Est, venne riorganizzata nella 21ª Divisione meccanizzata delle guardie già nel 1945, e il 17 maggio 1957 nella 21ª Divisione fucilieri motorizzata delle guardie (unità militare 35100) presso Halle. Il 17 novembre 1964 riprese la numerazione originale, mentre nel marzo 1967 venne intitolata alla città di Omsk.

### Federazione Russa
Dopo lo scioglimento dell'Unione Sovietica la divisione è stata ritirata in Russia, presso l'attuale sede di Tockoe. Nel 2005 il 589º Reggimento della divisione è stato distaccato e utilizzato per la costituzione della 15ª Brigata fucilieri motorizzata delle guardie. Il 1 giugno 2009 la divisione è stata a sua volta riorganizzata, diventando la 21ª Brigata fucilieri motorizzata delle guardie.
A partire 2014 la brigata è stata coinvolta nella guerra del Donbass, dove ha combattuto nella battaglia di Ilovajs'k. Nel corso dei combattimenti ha subito perdite confermate pari ad almeno 3 carri armati T-72 e un veicolo da combattimento BMP-2. Nel 2015 reparti della brigata sono stati avvistati nei pressi di Jenakijeve. Militari appartenenti alla brigata sono inoltre stati inviati in Siria nel 2016 nell'ambito dell'intervento russo nella guerra civile siriana.

#### Guerra russo-ucraina
La brigata ha preso parte all'invasione russa dell'Ucraina del 2022, occupando le regioni di Černihiv e di Sumy durante le prime fasi del conflitto. Con l'arrivo dei rinforzi ucraini l'unità ha dovuto rinunciare alla presa di Konotop, e nel corso di questi combattimenti il 4 marzo è stato ucciso in azione il comandante del battaglione da ricognizione della brigata, maggiore Sergej Panov. Dopo il fallimento dell'offensiva su Kiev e il completo ritiro delle truppe russe dall'Ucraina settentrionale, la brigata è stata trasferita nell'oblast' di Luhans'k, dove durante l'estate ha combattuto nell'area di Lyman insieme alla 15ª Brigata fucilieri motorizzata. Investita dalla controffensiva ucraina nella regione di Charkiv del settembre 2022, la brigata è stata costretta a ritirarsi verso est dopo aver subito diverse perdite. Al fine di mantenere la capacità operativa ha integrato personale mobilitato proveniente dal 1232º Reggimento fucilieri motorizzato (unità militare 29656), reclutato a Murmansk. Nel 2023 è rimasta schierata nel settore di Svatove. Il 5 febbraio 2023 è stato ucciso in combattimento il comandante del 1232º Reggimento, colonnello Dmitrij Uljanov.
A metà ottobre 2023 la brigata è stata trasferita a sud per prendere parte all'offensiva russa su Avdiïvka, venendo immessa in combattimento insieme alla 15ª Brigata fucilieri motorizzata. Nonostante l'iniziale successo nel catturare alcune posizioni ucraine la brigata ha subito forti perdite, riportando numerosi carri armati e veicoli corazzati distrutti nell'arco di pochi giorni. Il 21 ottobre ha perso la vita un capo di stato maggiore di battaglione, maggiore Aleksandr Vasil'ev. All'inizio del 2024 la brigata è stata coinvolta nella fase finale dell'offensiva, che si è conclusa con la conquista della città il 17 febbraio. Nel corso dei quattro mesi di combattimenti l'unità avrebbe subito perdite pari a oltre il 60% degli effettivi. La 15ª e la 21ª Brigata hanno continuato ad attaccare il villaggio di Stepove, difeso dalla 47ª Brigata meccanizzata ucraina, anche nelle settimane successive. Il 23 e il 31 marzo sono stati uccisi in combattimento il vice capo di stato maggiore di un battaglione della brigata, sottotenente Denis Sadvnikov, e il vice comandante del 1232º Reggimento, tenente colonnello Aleksej Kopunov.

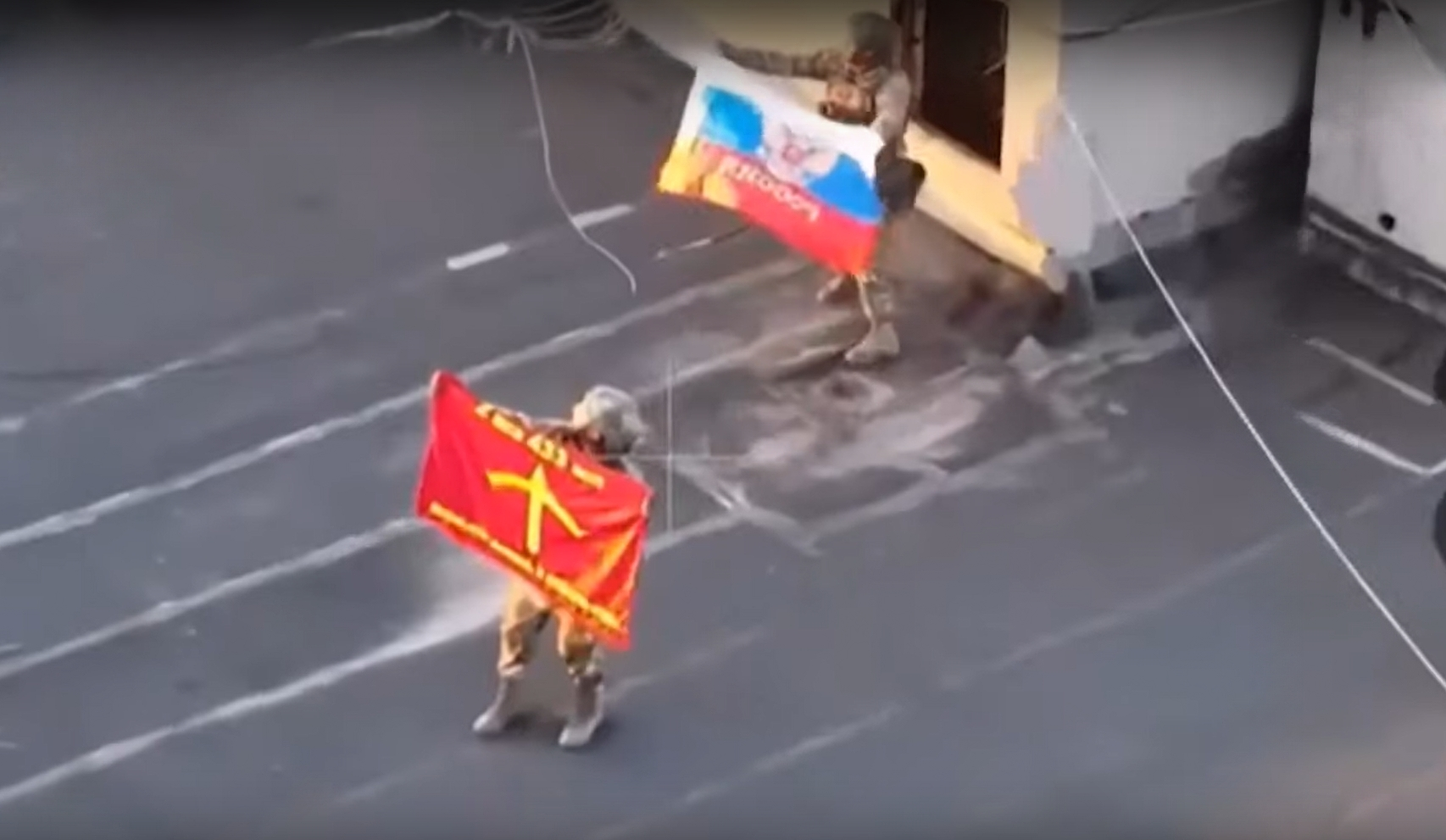
Soldati russi del 433º Reggimento della 27ª Divisione fucilieri motorizzata delle guardie espongono in segno di vittoria le loro bandiere di guerra sul tetto di un edificio al centro di Selydove il 29 ottobre 2024.

A causa delle perdite subite durante la battaglia di Avdiïvka, all'inizio di aprile la brigata è stata riorganizzata e dai suoi resti è stata ricostituita la 27ª Divisione fucilieri motorizzata delle guardie, composta da tre reggimenti perlopiù formati con personale mobilitato. Il 433º Reggimento alla fine di aprile è stato coinvolto nei combattimenti nell'area di Očeretyne dopo la rapida conquista del villaggio da parte delle forze russe, mentre il resto della divisione è rimasto dispiegato più a sud. Nei primi giorni di maggio l'unità ha preso d'assalto le posizioni della 115ª Brigata meccanizzata ucraina presso Archanhel's'ke. Nelle settimane successive, durante le quali si sono registrati minimi guadagni territoriali, anche il 506º Reggimento della divisione è stato impiegato nell'offensiva di Pokrovs'k. Alla fine di maggio, insieme alla 30ª, 35ª, 55ª e 132ª Brigata fucilieri motorizzata, ha lanciato un importante assalto in direzione di Kalynove e Novooleksandrivka, a nord di Očeretyne, inizialmente senza ottenenere nessun guadagno territoriale. Nello stesso periodo il 589º Reggimento è stato invece dispiegato nella regione di Charkiv, dove ha preso parte alla rinnovata offensiva russa nell'area. Durante i combattimenti nell'area di Očeretyne nel mese di maggio la divisione ha subito gravi perdite, ed è stata quindi rinforzata con il personale mobilitato del 1433º e del 1437º Reggimento fucilieri motorizzato (unità militare 95373 e 95378). A giugno ha continuato a combattere nel tentativo di raggiungere l'autostrada T0504 che collega Pokrovs'k e Časiv Jar, degradando pesantemente le forze del 433º Reggimento. A luglio ha ottenuto alcuni guadagni territoriali in direzione di Torec'k, avanzando nel villaggio di Zalizne. Il 19 luglio elementi della 27ª Divisione e della 1ª, 15ª e 30ª Brigata fucilieri motorizzata hanno occupato il villaggio di Prohres. Il 27 luglio è stato ucciso in combattimento il maggiore Vladimir Višneveckij, capo di stato maggiore e vice comandante di battaglione. Nelle settimane seguenti, supportata da reparti della 90ª Divisione corazzata, la divisione ha continuato a lanciare numerosi assalti, conquistando diversi villaggi nonostante le perdite subite. Ad agosto un gruppo di ufficiali del 2º Battaglione del 506º Reggimento ha pubblicamente denunciato alle autorità militari il comandante dell'unità, tenente colonnello Sergej Voskoboev, e il suo vice per l'uso della violenza, l'estorsione e il furto del salario dei soldati. Per mantenere la capacità operativa nonostante le perdite subite ha integrato il 1435º Reggimento fucilieri motorizzato (unità militare 95375), formato con personale mobilitato presso Novosibirsk nel giugno 2023. Il 21 settembre 2024 è stato ucciso in azione un vice comandante e commissario politico di reggimento, tenente colonnello Aleksandr Kočnev.
All'inizio di ottobre la divisione ha lanciato numerosi assalti in direzione di Pokrovs'k, venendo respinta dalla 15ª Brigata "Kara-Dag" nell'area di Selydove. In particolare il 433º Reggimento è stato impiegato in duri combattimenti nel tentativo di occupare la città, subendo gravi perdite durante il mese di ottobre. Dopo queste difficoltà la divisione ha ripreso gli attacchi e alla fine di ottobre ha partecipato ai combattimenti finali a Selydove, contribuendo al successo russo e alla completa conquista della città. Il 16 gennaio 2025 il 433º Reggimento è stato promosso a unità delle guardie per decreto del Presidente della Federazione Russa. Il 28 febbraio è stato ucciso in combattimento il vice comandante del 1232º Reggimento subordinato alla divisione, tenente colonnello Danijar Kamendagaliev. All'inizio di agosto 2025 i reparti d'assalto del 506º Reggimento sono riusciti a raggiungere i sobborghi di Pokrovs'k, spingendo alcuni gruppi di ricognizione e sabotaggio fin dentro la città.

## Struttura
21ª Brigata fucilieri motorizzata (2009-2024)
- Comando di brigata[52]
- 1º Battaglione fucilieri motorizzato
- 2º Battaglione fucilieri motorizzato
- 1º Battaglione corazzato (T-72B3)
- 2º Battaglione corazzato (T-72B3)
- Gruppo artiglieria
  - Batteria controllo e ricognizione di artiglieria
  - 1º Battaglione artiglieria semovente (2S19 Msta-S)
  - 2º Battaglione artiglieria semovente (2S19 Msta-S)
  - Batteria artiglieria lanciarazzi (BM-21 Grad)
  - Batteria artiglieria controcarri (9K114 Šturm)
- Gruppo difesa aerea
  - Plotone controllo e ricognizione radar
  - 247º Battaglione missilistico contraereo delle guardie (Tor-M1)
  - 253º Battaglione artiglieria missilistica contraerei (9K35 Strela-10, 2K22 Tunguska e 9K38 Igla)
- Battaglione genio
- Battaglione ricognizione
- Battaglione comunicazioni
- Battaglione logistico
- Compagnia comando
- Compagnia guerra elettronica
- Compagnia UAV
- Compagnia difesa NBC
- Compagnia cecchini
- Compagnia medica

27ª Divisione fucilieri motorizzata (2024-oggi)
- Comando di divisione
- 433º Reggimento fucilieri motorizzato delle guardie (unità militare 00991)
  - 1º Battaglione fucilieri motorizzato
  - 2º Battaglione fucilieri motorizzato
  - 3º Battaglione fucilieri motorizzato
  - Battaglione corazzato
  - Battaglione artiglieria
  - Unità di supporto
- 506º Reggimento fucilieri motorizzato delle guardie "Poznan" (unità militare 01005)
  - 1º Battaglione fucilieri motorizzato
  - 2º Battaglione fucilieri motorizzato
  - 3º Battaglione fucilieri motorizzato
  - Battaglione corazzato
  - Battaglione artiglieria
  - Unità di supporto
- 589º Reggimento fucilieri motorizzato delle guardie "Berlino" (unità militare 01007)
  - 1º Battaglione fucilieri motorizzato
  - 2º Battaglione fucilieri motorizzato
  - 3º Battaglione fucilieri motorizzato
  - Battaglione corazzato
  - Battaglione artiglieria
  - Unità di supporto
- 268º Reggimento artiglieria semovente delle guardie "Poznan" (unità militare 01010)
- 1107º Battaglione artiglieria controcarri
- 838º Battaglione missilistico contraereo
- 907º Battaglione ricognizione (unità militare 01018)
- 1614º Battaglione genio
- 834º Battaglione comunicazioni
- 140º Battaglione logistico
- 341º Battaglione medico
- Compagnia comando
- Compagnia guerra elettronica
- Compagnia UAV
- Compagnia difesa NBC
- Compagnia cecchini

## Comandanti

### Unione Sovietica
- Capitano di 1ª classe Konstantin Suchiašvili (1941-1942)
- Colonnello Konstantin Vindušäev (1942)
- Maggior generale Viktor Glebov (1942-1947)
- Maggior generale Dmitrij Bakanov (1947) ad interim
- Maggior generale Boris Anisimov (1947-1948)
- Maggior generale Ivan Burmakov (1948-1950)
- Colonnello Aleksandr Klopov (1950-1952)
- Maggior generale Michail Frolenkov (1952-1956)
- Colonnello Georgij Ivaniščev (1956-1958)
- Maggior generale Ivan Katyškin (1958-1960)
- Maggior generale Aleksandr Mironov (1960-1965)
- Maggior generale Nikolaj Storč (1965-1968)
- Maggior generale Boris Borodin (1968-1973)
- Maggior generale Žansen Kereev (1973-1975)
- Maggior generale Boris Krylov (1975-1978)
- Maggior generale Michail Moiseev (1978-1980)
- Maggior generale Anatolij Ušakov (1980-1984)
- Colonnello Valerij Nikitin (1984-1987)
- Maggior generale Aleksandr Žäurov (1987-1990)
- Colonnello Valerij Gubarenko (1990-1991)

### Federazione Russa
- Maggior generale Aleksandr Kosjakov (1991-1992)
- Maggior generale Anatolij Sidjakin (1992-1995)
- Maggior generale Aver'janov (1995-1999)
- Maggior generale Aleksandr Protčenko (1999-2002)
- Maggior generale Vladimir Zarudnickij (2002-2005)
- Colonnello Aleksej Salmin (2005-2007)
- Maggior generale Dmitrij Kovalenko (2008-2009)
- Maggior generale Vladislav Eršov (2012-2014)
- Colonnello Dmitrij Zavjalov (2019-2022)
- Colonnello Andrej Trifonov (2022-in carica)